# Protestos no Peru em 2020
Protestos no Peru em 2020 são uma série de manifestações e distúrbios em nível nacional desencadeados após a destituição do presidente Martín Vizcarra, a partir de 9 de novembro de 2020.
A polêmica remoção de Vizcarra foi reconhecida como um golpe de Estado por muitos peruanos, analistas políticos e meios de comunicação no país. Os protestos massivos foram registrados em várias cidades do país, para mostrar sua indignação com a vacância do presidente e rejeitar a posse do presidente do Congresso, Manuel Merino. Ao assumir o cargo, Merino formou um governo de extrema direita com o apoio dos almirantes da Marinha do Peru.
Os protestos foram descritos como as maiores manifestações no Peru nas últimas duas décadas e são organizados por grupos grassroots de jovens peruanos nas redes sociais. A resposta desproporcional das autoridades foi condenada por várias organizações de direitos humanos, incluindo as Nações Unidas no Peru, a Comissão Interamericana de Direitos Humanos (CIDH) e a Anistia Internacional.
Após relatos de que manifestantes foram mortos pelas autoridades em 14 de novembro, a maioria dos ministros do governo de Merino renunciou ao cargo, enquanto Merino renunciou no dia seguinte; ele foi presidente por cinco dias. Em 16 de novembro, o Congresso do Peru elegeu Francisco Sagasti como presidente do legislativo, elevando-o automaticamente à presidência da República de acordo com a constituição.

## Cronologia

### 9 de novembro
O presidente Martín Vizcarra foi convocado para depor e apresentar sua defesa ao Congresso às 10h. Após horas de debate parlamentar, o Congresso do Peru votou pela condenação do presidente com 105 votos a favor, ultrapassando o limite de 87 votos para condenação. Após a votação, uma multidão começou a se reunir na Plaza San Martín em protesto. Ocorreu um incidente na Plaza Bolívar, fora do Congresso, no qual o deputado Ricardo Burga foi agredido por um manifestante ao dar uma entrevista coletiva a respeito do voto de impeachment. As manifestações surgiram em outras partes do país e continuaram até meia-noite, após o toque de recolher às 23h imposto pelo governo em resposta à pandemia de COVID-19.

### 10 de novembro
Após a posse do líder parlamentar Manuel Merino como presidente, as manifestações aumentaram a partir do início da manhã até à noite. Sob o lema "Merino não me representa", desde as primeiras horas da manhã começaram a se mobilizar em direção ao Palácio Legislativo, que foi suprimida pela Polícia Nacional do Peru .
Um grande número de manifestantes foram mobilizados para a Plaza San Martin, onde a Polícia Nacional conteve os manifestantes usando gás lacrimogéneo e realizando várias prisões. Houve outros confrontos entre os manifestantes e a Polícia Nacional em Jirón de la Unión, enquanto os primeiros se dispersaram ao tentar se aproximar em massa do Palácio do Governo do Peru. Várias manifestações e prisões foram registradas em regiões e cidades do país, como Arequipa, Trujillo, Chiclayo, Huancayo e Iquitos. Centenas de pessoas se reuniram nas principais praças e ruas de Huancayo, Cuzco, Apurímac, Tacna e Puno. Em Lima, foram pelo menos 16 presos, segundo a deputada Carolina Lizárraga.

### 11 de novembro
Pela manhã, os meios de comunicação informaram que Merino ligou para o Ministro de Assuntos Internos de seu antecessor, César Gentile, sugerindo que ele estava preocupado com o fato de os protestos não estarem sendo controlados. Gentile respondeu à sugestão de Merino exclamando "Eu não sou mais o Ministro do Interior!" e renunciou ao cargo em seu telefonema com Merino.
Como forma de manter medidas de distanciamento social, centenas de manifestantes em Lima e nas outras grandes cidades do país realizaram cacerolazos em edifícios residenciais multifamiliares e "buzinaços" nas ruas contra Merino e em apoio ao presidente destituído Martín Vizcarra.
Durante este dia, houve manifestações pacíficas no centro da cidade de Lima, e outros bairros como Miraflores e Surco, onde grupos de jovens foram à frente da Superintendência Nacional de Educação Universitária (SUNEDU) para exigir que o órgão respeite a autonomia no licenciamento das universidades e a autonomia desta instituição. Em Huancavelica, cerca de 5.000 moradores que tentaram assumir o controle da usina hidrelétrica de Mantaro foram dispersos com bombas de gás lacrimogêneo lançadas pela polícia. Em Puerto Maldonado, mais de vinte pessoas foram detidas e um jornalista ficou ferido durante as manifestações.
A Comissão de Justiça e Direitos Humanos do Congresso da República recusou-se a convocar o Subcomandante Geral da Polícia Nacional do Peru para depor pelas prisões em meio aos protestos.

### 12 de novembro
A Marcha Nacional ocorreu em todo o Peru para exigir a renúncia do Presidente Manuel Merino, tendo como principal local a Plaza San Martín. Richard Cisneros, que foi o cantor envolvido no escândalo que conduziu ao primeiro de impeachment de Vizcarra, chegou à praça minutos antes do início da marcha, irritando os manifestantes que lhe atiraram objetos até que ele se refugiasse dentro de uma rede de fast food próxima. A recém-nomeada Ministra da Justiça, Delia Muñoz, descreveu as convocações de protestos como "propaganda", enquanto o novo Ministro do Trabalho, Juan Sheput, declarou falsamente que "os protestos estão diminuindo" e disse ao público que as empresas seriam prejudicadas pelos protestos.
Os protestos ocorreram nas principais cidades do Peru, incluindo Arequipa, Chiclayo, Chimbote, Cuzco, Huaraz, Iquitos, Lima, Tacna, Trujillo e Tumbes. Em Cuzco, pelo menos 18.000 pessoas se reuniram na praça da cidade, onde dançarinos e bandas se apresentaram entre a multidão. No estado natal de Merino (Tumbes) houve mais de mil manifestantes contra seu governo. Os manifestantes em Tacna exigiram uma mudança radical no que descreveram como uma Constituição neoliberal e expressaram sua rejeição ao governo de Manuel Merino.
Em Lima, as grandes multidões sobrecarregaram a polícia, que passou a dispersar indiscriminadamente gás lacrimogêneo contra os manifestantes. Em um incidente gravado em vídeo, um suposto agente disfarçado da Polícia Nacional do Peru disparou sua arma para o ar para repelir os manifestantes que o seguiam.
O deputado do Ação Popular, Hans Troyes, revelou que representantes de seu partido estavam sob pressão de seu porta-voz suplente, Ricardo Burga, para votar a favor da remoção de Vizcarra sob ameaça de não ter determinados projetos que favoreciam processados.

### 13 de novembro
O primeiro-ministro de Merino, Ántero Flores Aráoz, agradeceu a Polícia Nacional pela sua resposta aos protestos afirmando "Agradeço-vos por proceder sempre em conformidade com os direitos humanos e o protocolo, evitando logicamente o dano, mas reagindo quando é necessário reagir." 
À noite, cacerolazos ocorreram e na casa de Merino no distrito de San Borja, 
manifestantes usaram um projetor em seu prédio de apartamentos mostrando imagens que o reprovavam. Os manifestantes tentaram marchar até a casa de Flores Aráoz no distrito de La Molina, embora várias ruas ao redor da área tenham sido bloqueadas pela Polícia Nacional, resultando em confrontos.

### 14 de novembro

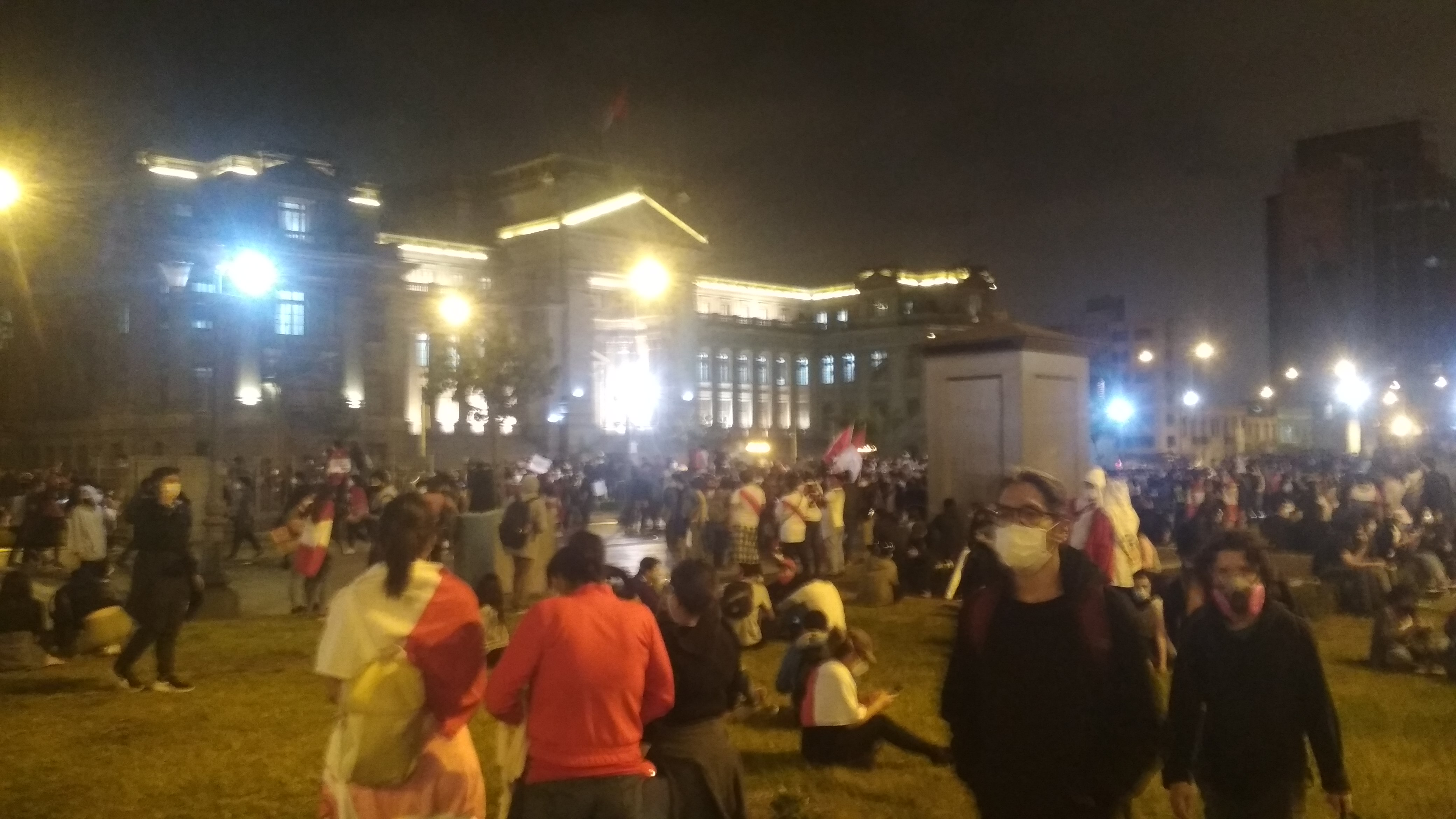
Protestos perto do Palácio da Justiça em 14 de novembro.

Uma segunda Marcha Nacional ocorreu contra o governo Merino, com dezenas de milhares de manifestantes se reunindo em todo o Peru. Os manifestantes tentaram marchar até o Palácio Legislativo e foram bloqueados pela polícia, com as autoridades disparando gás lacrimogêneo contra a multidão enquanto alguns manifestantes dispararam fogos de artifício contra policiais. Percy Castillo, representante do ombudsman, apelou à cessação do uso de gás lacrimogêneo, afirmando que “Nosso pessoal também já foi afetado pelo gás, se não houve motivação, não há justificativa para o gás lacrimogêneo. É uma demanda do ombudsman".
Pelo menos dois morreram durante os confrontos.  Quando surgiram notícias sobre as mortes, cacerolazos espontâneos e gritos condenando Merino começaram em Lima.
Após os relatos de mortes, as demissões de vários funcionários do governo Merino começaram a ocorrer, incluindo:
- Ministro do Interior – Gastón Rodríguez
- Ministra da Justiça – Delia Muñoz
- Ministro da Saúde – Abel Salinas
- Ministro da Economia e Finanças – José Arista
- Ministro da Educação – Fernando D'Alessio
- Ministra do Comércio Exterior e Turismo – Mara Seminario
- Ministra da Mulher – Patricia Teullet
- Ministro do Desenvolvimento e Inclusão Social – Federico Tong
- Ministra da Cultura – María del Carmen Reparaz
- Ministro da Energia – Carlos Herrera Descalzi
- Ministra da Habitação – Hilda Sandoval

O primeiro-ministro Ántero Flores-Araóz recusou-se a renunciar, afirmando que "o presidente me tomou como primeiro-ministro, se ele ficar, fico com ele, se ele sair e se demitir, irei com ele". O primeiro-ministro também apoiou as ações das autoridades, dizendo "Eu defendo a polícia porque a atacam e é lamentável para todos. Não se trata de quem fez isso ou aquilo" e "As manifestações acabam muito mal porque há pessoas antissociais e tem havido atos não só de violência, mas também de destruição de obras públicas, privadas e comerciais”.
Merino pediu que os chefes das forças armadas participassem de uma reunião de emergência no Palácio do Governo, embora eles se recusassem no que o The Washington Post descreveu como "a gota d'água" da sua presidência. Também ocorrem apelos de congressistas para consideração da renúncia de Merino, com o presidente do Congresso, Luis Valdez, afirmando que o Conselho de Porta-vozes se reuniria  para discutir a possível renúncia do presidente.

### 15 de novembro
No início da manhã, surgiram especulações sobre a fuga de Merino do país depois que foi noticiado que o Aeroporto Internacional Jorge Chávez foi fechado por sua operadora, a Lima Airport Partners. Merino mais tarde compareceu ao Congresso e apresentou sua renúncia, apenas cinco dias após assumir o cargo.

### 16 de novembro
Durante a noite, os manifestantes marcharam exigindo uma nova constituição e exigiram justiça para os feridos e mortos durante as manifestações.

## Consequências
Em 17 de novembro Francisco Sagasti foi oficialmente empossado como Presidente do Peru.
No dia seguinte, o novo presidente indicou membros de seu gabinete e Violeta Bermúdez é nomeada a nova primeira-ministra.
Em 21 de novembro, os manifestantes se reúnem na Plaza San Martín uma semana após as duas mortes, exigindo justiça para os homens mortos e pedindo uma nova constituição. O presidente Sagasti diz aos manifestantes que vai garantir sua segurança e proibir a Polícia Nacional de confrontar manifestantes pacíficos.
Em 1 de dezembro o General Orlando Velasco é afastado da chefia da Polícia Nacional e substituído pelo General César Cervantes pelo Presidente Sagasti após a resposta policial durante os protestos. Mais de uma dezena de oficiais de alta patente renunciaram em desaprovação da decisão e ampliaram as investigações enquanto alguns policiais convocavam uma greve policial.
No dia seguinte, o Ministro do Interior, Rubén Vargas, renuncia após a mudança para a liderança dentro da Polícia Nacional, com Cluber Aliaga sendo nomeado seu sucessor.
Em 7 de dezembro Cluber Aliaga - nomeado Ministro do Interior apenas cinco dias antes - renuncia em desacordo com o Presidente Sagasti, argumentando que o uso da força pela polícia foi justificado devido à alegada violência iniciada por manifestantes e que a demissão de dezoito generais da Polícia Nacional foi feita muito rapidamente. José Elice Navarro, do Partido Morado, foi nomeado novo ministro do Interior.

### Greve agrária
A partir de 30 de novembro iniciam-se protestos e greves pelos direitos dos trabalhadores agrícolas na província de Ica, um importante local para a agricultura no Peru. Centenas de trabalhadores agrícolas entraram em greve e bloquearam a Rodovia Pan-Americana, principal artéria de transporte do país, entre Pisco e Ica, exigindo melhores condições de trabalho. Devido aos protestos agrários a escassez de alguns produtos começa a ocorrer. Vários caminhões carregados de mercadorias ficaram presos na Rodovia Pan-americana devido aos bloqueios.
Na noite de 4 de dezembro o congresso peruano votou pela revogação da lei agrária e planejou se reunir mais tarde para um projeto de substituição.  Logo após o ato do congresso, os protestos se dissiparam na rodovia.